# Johan Diedrichs
Johan Diedrichs, ursprungligen Diedrichson, född 19 februari 1808 i Utterstorp, Kil, Östergötland, död 5 oktober 1869 på Österhammar säteri i Fellingsbro, var en svensk brukspatron.
Diedrichs var son till lantbrukaren Magnus Didricksson (1763–1842) och Stina Månsdotter (1774–1807) samt gift med Hedvig (Hedda) Elisabeth Charlotta Hedin (1819–1885) som var dotter till brukspatronen Gustaf Wilhelm Hedin (1779–1860). Makarna Diedrichs fick en dotter gift med bruksägaren Henning Trägårdh (1849–1907) och fyra söner som alla blev verksamma som brukspatroner och godsägare. Sonen Gustaf Leonard Diedrichs (1849–1898) tog över Frösvidal och sonen Knut Halfdan Diedrichs (1853–1940) blev hovsångare och godsägare. Sonsonen Harry Diedrichs (1875–1924) blev chef för Stora Kopparbergs Bergslags AB kontor i London.
Johan Diedrichs skrevs in vid apologistklassen vid Linköpings skola 1821 och blev efter tre års skolgång brukselev till Carl Adolf Muhr vid Laxå bruk i november 1824. Han var kvar vid bruket i sex år och avancerade där till förste bokhållare. Han flyttade 1830 till Ölsboda bruk där en tjänst som bruksförvaltare väntade. Efter tolv år vid Ölsboda blev han disponent för Svartå bruk 1842–1856. Diedrichs inledde sin bana som tackjärnshandlare vid slutet av 1830-talet med hjälp och stöd av läromästaren och vännen bruksinspektörn Carl Adolf Muhr. Han slog sig in på handel med såväl gruvandelar som malm 1841. Diedrichs var delägare i Dalkarlsbergs gruvfält och lade sig till med relativt stora egna gruvandelar, vid sidan av bruket eller bruksägarnas andelar. Under perioden 1841–1858 omsatte han totalt 81 andelar i Dalkarlsbergsbolaget i en blandning av inköp och försäljningar. Han kom att bli Svartå bruks främste leverantör av brukets köpta tackjärn under 1850-talet. Åren 1840–1845 levererade han drygt 1000 skeppund tackjärn till Svartå bruk och åren 1850–1855 cirka 1700 skeppund. Räkenskapsåret 1846–1847 ägde han 32 andelar i Dalkarlsberg, vilket gav honom 1280 skeppund malm av olikartad kvalitet och värde. 
Genom sin hustru ärvde Johan Diedrichss 1856 en andel i Åbyhammars bruk och Österhammars lantegendom i Fellingsbro socken samt Åbylunds gård i Romfartuna. År 1857 köpte han loss de andra delägarna så att han blev ensam ägare till egendomarna i Fellingsbro och Romfartuna. Han flyttade till 1856 till Österhammars säteri och bodde där fram till sin död 1869. Under våren 1869 köpte han Frösvidals herrgård men då han avled under hösten samma år kom egendom att drivas av hans änka och en förvaltare innan sonen Gustaf Leonhard Diedrichs tog över herrgården 1872.

## Lekmanmorden
Hösten 1852 stämde bruksförvaltare Johan Diedrichs torparen Nils Lekman i Västra Sirsjötorp vid vintertinget i Lekebergs härad för att Lekman gjort skogsåverkan och kolstölder på Svartå bruks ägor. Efter att han blivit uppsagd från familjens torp såg Lekman inte längre någon framtid för sig och sin familj och han fruktar det kommande dryga bötesstraffet. Genom att den 29 mars 1854 slå ihjäl sina tre barn ville Lekman rädda dem från ett liv i fattigdom. Dådet ödelade en hel familj för all framtid. Nils Lekman dömdes till halshuggning men domen omvandlades till livstids straffarbete på Varbergs fästning. Efter benådningen och frigivningen 1874 valde Lekman att ta sitt liv 1876.
Det var allmänt känt på bygden att bruksförvaltaren och inspektorerna vid bruket var hårda och oförsonliga, en förvaltare vid Svartå bruk sköts ihjäl, en inspektor på Guldsmedsboda kände sig så hotad att han sov med två laddade pistoler under huvudkudden. Förvaltarna betraktades som småpåvar som i kraft av sitt ämbete tog sig stora friheter mot de underlydande som de behandlade strängt med piskans hjälp. Vid tiden för händelsen bodde Johan Diedrichs på Guldsmedsboda. Han blev kallad att vittna vid den andra urtima rättegången men han inställde sig inte utan skickade ett längre brev som kunde tolkas som en näsknäpp på den som vågade ifrågasätta hans heder.